# Tockington
Tockington ist ein Ort in der Unitary Authority South Gloucestershire in England. Er liegt am nördlichen Stadtrand von Bristol.
Hier fanden sich die Überreste der römischen Villa von Tockington Park.